# Strada statale 74 Maremmana
Die Strada statale 74 (SS 74) ist eine italienische Staatsstraße, die 1928 zwischen Orbetello-Albinia und der SS 71 südwestlich von Orvieto festgelegt wurde. Wegen ihrer Führung durchs Maremma erhielt die SS 74 den namentlichen Titel „Maremmana“. Ihre Länge betrug 92 Kilometer. 2001 wurde sie zu Provinzial- und Regionalstraßen abgestuft.